# Фотімахон Амілова
Фотімахон Амілова (узб. Фотимахон Амилова / Fotimahon Amilova; нар. 11 лютого 1999) — узбецька плавчиня, чемпіонка Літніх Паралімпійських ігор.